# كأس حذفي 2014–15
كأس حذفي 2014–15 هو موسم من كأس حذفي. كان عدد الأندية المشاركة فيه 102، وفاز فيه نادي ذوب آهن أصفهان.